# Маренн, Анри д’Альбре
Анри д’Альбре (фр. Henri d'Albret; ум. после 1595), граф де Маренн, барон де Мьосенс — губернатор Наварры и Беарна, дед маршала Альбре.

## Биография
Принадлежал к побочной линии баронов де Мьосенс дома Альбре. Сын Жана д’Альбре, барона де Мьосенса, генерального наместника Генриха Наваррского в Наварре, Беарне, Фуа и других владениях, и Сюзанны де Бурбон-Бюссе, воспитательницы Генриха IV.
Барон де Коараз, Жердере и Л'Иль-д'Олерон, суверен Бедея, лейтенант роты двухсот тяжеловооруженных всадников 
Губернатор и сенешаль Наварры и Беарна.
По преданию, унаследовал от деда, Этьена, бастарда д'Альбре, голову Аполлона, сделанную из особенного блестящего металла. Если утром голова тускнела, это предвещало несчастие в течение дня. Утверждали, что перед штурмом Каора в 1580 году король Наваррский просил у Альбре обратиться за предсказанием к голове, и тот ответил, что уже взглянул на нее с утра и она была сильно тусклой. Через несколько часов он был весьма опасно ранен.
Рыцарь орденов короля (7.01.1595).

## Семья
Жена: Антуанетта де Понс-Маренн, старшая дочь и наследница Антуана де Понса, графа де Маренна, и Мари де Моншеню
Дети:
- Анри II, граф де Маренн. Жена (3.01.1611): Анн де Пардайян, дама д'Эскандийяк, дочь Антуана-Арно де Пардайяна, сеньора де Гондрен, маркиза д'Антен и де Монтеспан, и Мари дю Мен
- Аполлон, папский протонотарий
- Франсуаза. Муж (контракт 19.12.1609): Жан де Гроссоль, барон де Фламаран и Монтастрюк, кампмейстер пехотного полка, сын генерала Эрара де Гроссоля